# Evangelische Kirche (Wiesbaden-Naurod)

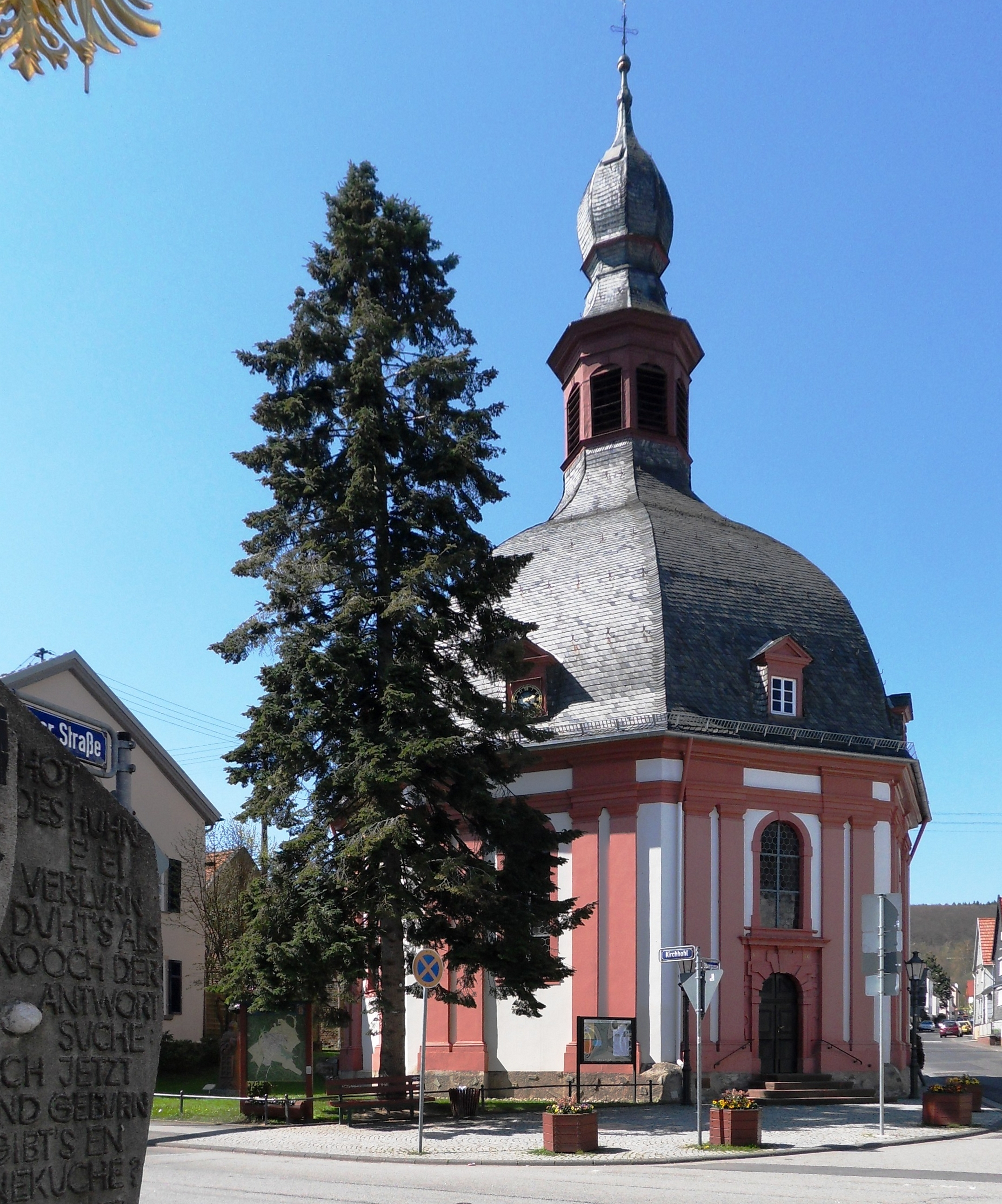
Evangelische Kirche (Wiesbaden-Naurod)

Die Evangelische Kirche Wiesbaden-Naurod ist ein denkmalgeschütztes Kirchengebäude, das in Wiesbaden-Naurod steht, einem Ortsbezirk der Landeshauptstadt Wiesbaden (Hessen). Die Kirchengemeinde gehört zum Dekanat Wiesbaden in der Propstei Rhein-Main der Evangelischen Kirche in Hessen und Nassau.

## Beschreibung
Der oktogonale Zentralbau im barocken Stil wurde 1727–30 nach Plänen von Johann Jakob Bager errichtet und am 20. August 1730 eingeweiht. Sein Äußeres ist durch gekuppelte toskanische Pilaster gegliedert. Die Kirche ist mit einer achteckigen Kuppel bedeckt, aus der sich eine zwiebelförmige Laterne erhebt. 
Der Innenraum hat allseitig Emporen, deren Stützen bis zur Decke geführt sind und eine achteckige flache hölzerne Kuppel tragen. Die ursprüngliche Bemalung ist nicht erhalten. Geblieben ist nur eine Taube als Symbol des Heiligen Geistes in der Spitze der Kuppel. Die Emporenbrüstungen sind mit in Reimform gebrachten Zusammenfassungen des Kleinen Katechismus von Martin Luther beschriftet, die Johann Christian Lange dichtete, der als Generalsuperintendent von Fürstentums Nassau-Usingen die Verantwortung für den Bau trug. Zum 200. Jahrestag des Augsburger Bekenntnisses 1730 veröffentlichte er diese Texte in Christ-Evangelisches kleineres Denck-Mahl des zweyten Jubel-Fests der Augspurgischen Confession. Die Bilder der Kuppel illustrierten jeweils die Texte. Die Spruchbänder wurden bei der Renovierung 1964 rekonstruiert.
Gegenüber dem Portal befinden sich hinter dem Altar die Kanzel und die 1739 von Gottfried Weißhaupt gebaute Orgel mit zwölf Registern, einem Manual und einem Pedal. Sie wurde 1964 von Günther Hardt restauriert.